# John Sturt
John Sturt, né le 6 avril 1658 à Londres où il est mort en août 1730, est un graveur britannique.

## Biographie
Sturt est né à Londres le 6 avril 1658.
À dix-sept ans, il entre en apprentissage chez Robert White, gravant de nombreux portraits en frontispices destinés à des ouvrages.
Il ouvre à un moment donné une école de dessin dans le quartier de la cathédrale Saint-Paul, en collaboration avec  Bernard Lens II. Il y a pour apprenti pendant sept ans John Tinney.
Il meurt à Londres, pauvre, en août 1730.

## Œuvre
Sturt exécuta les illustrations de nombreux ouvrages dont :
- Francis Bragge, Passion of Our Saviour, 1694
- Samuel Wesley, History of the Old and New Testament in Verse, 1704 et 1715
- Gérard Audran, Perspective of the Human Body, 1712
- Andrea Pozzo, Rules of Perspective, 1712
- Charles Perrault, Treatise on the Five Orders of Architecture, 1712
- Laurence Howell, View of the Pontificate, 1712
- J. Hammond, Historical Narrative of the Whole Bible, 1727
- John Bunyan, Pilgrim's Progress, 1728